# Enrique Pla y Deniel
Enrique Pla y Deniel (Barcellona, 19 dicembre 1876 – Toledo, 5 luglio 1968) è stato un cardinale e arcivescovo cattolico spagnolo.

## Biografia
Nacque a Barcellona il 19 dicembre 1876.
Papa Pio XII lo elevò al rango di cardinale nel concistoro del 18 febbraio 1946.
Morì a Toledo il 5 luglio 1968 all'età di 91 anni.

## Genealogia episcopale e successione apostolica
La genealogia episcopale è:
- Cardinale Scipione Rebiba
- Cardinale Giulio Antonio Santori
- Cardinale Girolamo Bernerio, O.P.
- Arcivescovo Galeazzo Sanvitale
- Cardinale Ludovico Ludovisi
- Cardinale Luigi Caetani
- Cardinale Ulderico Carpegna
- Cardinale Paluzzo Paluzzi Altieri degli Albertoni
- Papa Benedetto XIII
- Papa Benedetto XIV
- Papa Clemente XIII
- Cardinale Bernardino Giraud
- Cardinale Alessandro Mattei
- Cardinale Pietro Francesco Galleffi
- Cardinale Giacomo Filippo Fransoni
- Cardinale Carlo Sacconi
- Cardinale Edward Henry Howard
- Cardinale Mariano Rampolla del Tindaro
- Cardinale Rafael Merry del Val
- Cardinale Francesco Ragonesi
- Cardinale Enrique Pla y Deniel

La successione apostolica è:
- Vescovo Eduardo Martinez González (1942)
- Vescovo Inocencio Rodríguez Díez (1943)
- Vescovo Zacarías de Vizcarra y Arana (1947)
- Vescovo Francisco Miranda Vicente (1951)
- Vescovo Anastasio Granados García (1960)